# Cuerno de Oro (Rusia)
La bahía [de] Zolotoï Rog (en ruso: Золотой Рог, literalmente «Cuerno de Oro») es una pequeña bahía de la Rusia asiática, una bahía protegida en forma de cuerno, alrededor de la cual se extiende el puerto y la ciudad de Vladivostok, en la costa del golfo de Pedro el Grande, en el krai de Primorie.

## Geografía

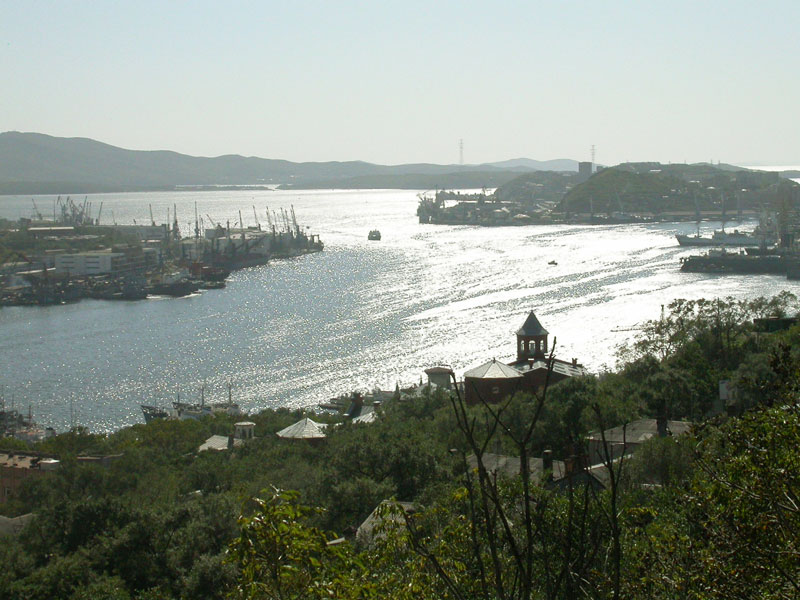
La bahía de Zolotoï Rog en Vladivostok en 2004

Con una longitud de 6,5 km, una anchura de unos  600 m y una profundidad de 20−27 m, la bahía está situada en la parte nororiental del golfo de Pedro el Grande, en el mar de Japón. Está separada de la bahía del Amur, situada al oeste de la península de Shkot.
La bahía acoge el puerto comercial y el puerto pesquero de Vladivostok, así como actividades de reparación de buques. Sin embargo, corta la ciudad en dos partes e impide las relaciones entre ambas. Un moderno puente de carretera, el puente Zolotoy Rog, conecta ambas orillas desde el mes de agosto de 2012. Con una longitud de 737 m, el puente atirantado se eleva 70 m sobre las aguas de la bahía y conecta el centro de Vladivostok con una zona residencial.

## Historia

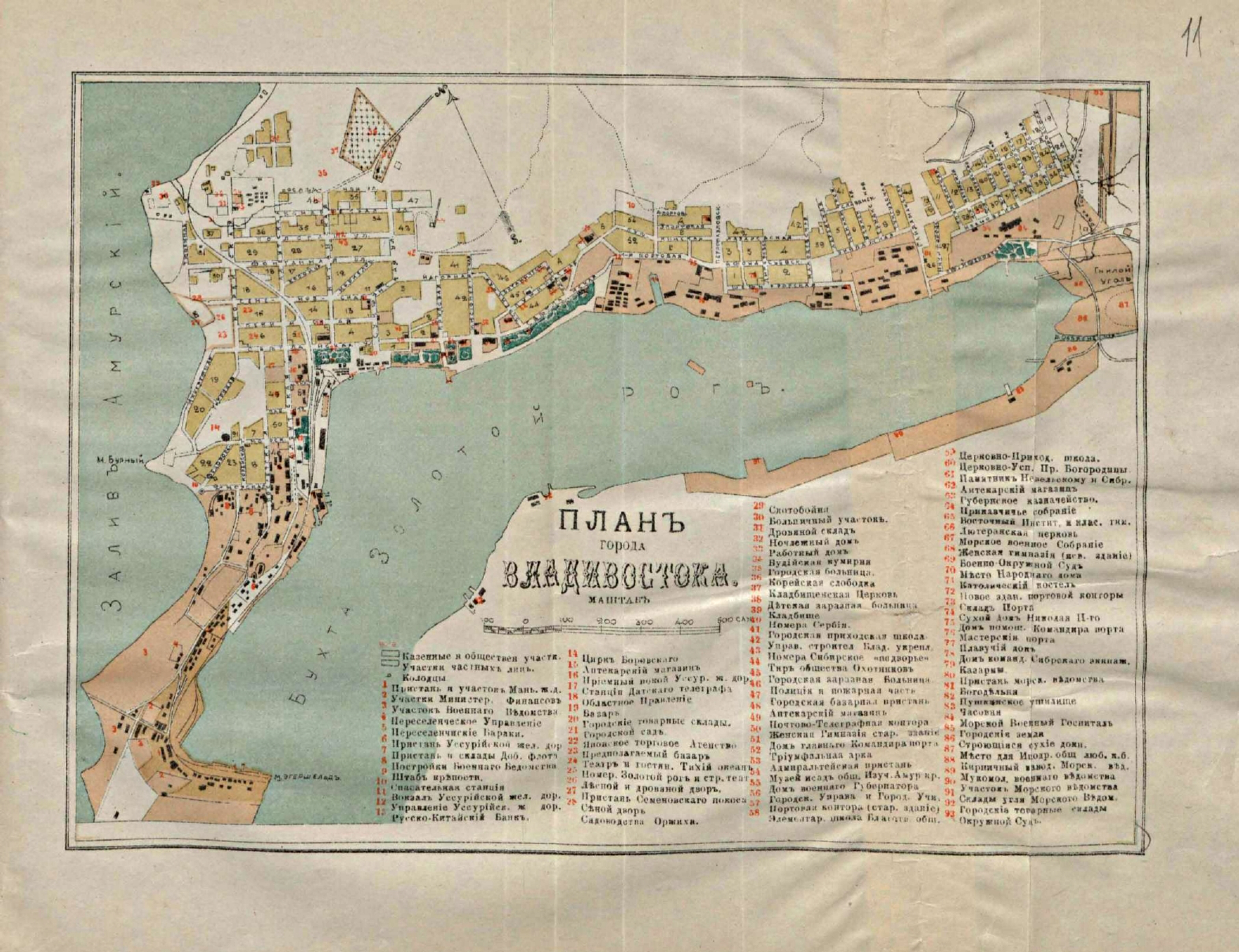
Mapa histórico de Vladivostok en 1902

Hasta mediados del siglo XIX, la bahía era conocida por los chinos como «bahía Gamat». La primera nave europea que se sabe que ancló en la bahía fue en 1852 un ballenero francés, seguido unos años más tarde por la nave británica Winchester, en el curso de la guerra de Crimea, cuando estaba buscando al escuadrón naval de Vasily Zavoyko. Los marinos británicos lo llamaron "Puerto de mayo" («Port May»). En 1859, el conde Nikolái Muraviov-Amurskiy dio a la bahía su actual nombre de Zolotoï Rog o Cuerno de Oro, debido a su parecido con el Cuerno de Oro de Constantinopla. El Zolotoï Rog se abre sobre el estrecho del Bósforo oriental que separa la península Muraviov-Amurskiy de la isla Russky. Este estrecho también tomó su nombre del Bósforo de la antigua capital del Imperio bizantino.